# 알라딘 (1992년 영화)
《알라딘》(영어: Aladdin)은 아카데미상, 골든 글로브 상, 애니상을 받은 1992년 애니메이션 영화로, 월드 디즈니 애니메이션 스튜디오가 만들어 1992년 11월 25일에 월트 디즈니 픽처스를 통해 출시하였다. 디즈니의 31번째 클래식 애니메이션 장편 영화이며 아랍의 설화 알라딘과 마법의 램프와 천일야화의 마법램프에 기반을 둔 작품이다. 몇 명의 캐릭터와 줄거리 요소가 1940년 버전의 바그다드의 도둑의 1940년 영화에 기반을 두고 있다. 디즈니의 작품 영화화에서 보통 행해오던 것처럼 전통적인 이야기의 수많은 부분이 영화에서 변경되었다. 이를테면 무대를 가공의 이슬람 중국을 가공의 아랍 세계 도시인 아그라바로 변경하였다. 또, 이 작품은 인어공주(1989년)을 통한 디즈니 르네상스로 알려진 시기에 출시되었다.
1994년 자파의 귀환과 1996년 알라딘과 도적의 왕 두 편의 후속작이 나왔다. 이 뿐 아니라 1994년과 1995년에 TV 방영했던 애니메이션 시리즈도 두 후속편 사이에 등장한다. 최근 2019년 5월 27일에는 알라딘의 실사판 영화도 개봉하였다.

## 줄거리
행상인이 시청자에게 자신의 제품 사이에 있는 오일 램프를 보여주고 이야기를 시작한다.
무자비한 마법사이자 중동 도시 아그라바의 왕실 총리인 자파르는 불가사의의 동굴 안에 숨겨진 램프를 찾고 있다. 동굴의 수호자는 그에게 오직 한 사람만이 들어갈 자격이 있다고 말한다. 자파는 나중에 알라딘이라는 이름의 어린 거리 성게로 식별한다. 한편 자스민 공주는 사랑이 아닌 법 때문에 왕자와 결혼해야 한다는 의무감에 속상해한다. 자신을 숨기고 그녀는 궁전을 탈출하고 알라딘과 그의 애완 원숭이 아부에 의해 성난 상인에게서 구해진다. 알라딘과 자스민 사이의 유대가 발전함에 따라 궁전 경비대는 자파의 명령에 따라 알라딘을 붙잡고 자스민은 자신을 드러낸다. 그녀는 알라딘의 석방을 요구하기 위해 자파르와 맞서지만 알라딘은 처형당했다고 거짓말을 한다.
나이든 거지로 변장한 자파는 알라딘과 아부를 풀어주고 그들을 동굴로 데려와 램프를 되찾으라고 명령한다. 수호자는 알라딘의 입장을 허락하지만 램프 외에는 아무것도 만지지 말라고 경고한다. 알라딘은 내부에서 램프와 마법의 양탄자를 모두 발견하지만, 아부는 탐욕스럽게 큰 보석을 움켜쥐고 동굴 붕괴를 촉발한다. 알라딘은 램프를 자파에게 주고, 자파는 그와 아부를 무너져가는 동굴 속으로 던진다. 하지만 아부가 다시 훔치기 전에는 아니다. 갇힌 알라딘은 램프를 문지르고 그 안에 사는 지니를 만난다. 지니는 알라딘에게 세 가지 소원을 들어 주지만 알라딘은 그를 속여 소원을 사용하지 않고 동굴에서 모두 풀어준다. 지니가 속박에서 풀려나길 원한다는 사실을 알게 된 알라딘은 지니를 풀어주기 위해 마지막 소원을 사용하겠다고 약속한다. 알라딘은 자스민을 구하려고 왕자가 되려는 첫 번째 소원을 사용한다.
자파의 앵무새 이아고는 주인에게 자스민과 결혼하면 술탄이 될 수 있다고 제안한다. 알라딘은 "알리 아바브와 왕자"로서 많은 무리와 함께 아그라바에 도착하지만, 자스민은 아버지인 술탄이 알라딘과 자파르와의 결혼에 대해 이야기하자 분노한다. 사과의 의미로 알라딘은 자스민을 마법의 양탄자에 태워준다. 그녀가 자신의 정체를 추측하자 그는 왕족 생활의 스트레스에서 벗어나기 위해 평민처럼 옷을 입을 뿐이라고 주장한다. 알라딘이 자스민을 집으로 데려온 후 궁전 경비원은 자파의 명령에 따라 그를 붙잡아 바다에 던진다. 지니가 나타나 두 번째 소원을 희생하여 알라딘을 구한다. 알라딘은 궁전으로 돌아와 자파르의 음모를 폭로하고 자파르를 도망치게 하지만 그가 램프를 흘끗 보고 알라딘의 진정한 정체를 알아보기 전에는 그렇지 않았다.
알라딘은 진실이 밝혀지면 자스민을 잃을까 두려워 약속을 어기고 지니를 풀어주기를 거부한다. 이아고는 램프를 훔치고 자파는 지니의 새로운 주인이 된다. 그는 술탄이자 세계에서 가장 강력한 마법사가 되기 위해 처음 두 가지 소원을 사용한다. 그런 다음 그는 알라딘을 폭로하고 그와 아부와 카펫을 얼어붙은 황무지로 추방한다. 세 사람은 탈출하여 아그라바로 돌아간다. 그곳에서 자스민은 알라딘이 램프를 다시 훔치는 것을 도우려고 한다. 자파는 그의 마법으로 그녀, 아부 및 카펫을 알아 차리고 압도한다. 알라딘은 자파가 지니보다 덜 강력하다고 조롱하고 자신이 강력한 지니가 되려는 마지막 소원을 사용하도록 속이다. 이제 그의 새 램프에 묶인 자파는 이아고를 데리고 그 안에 갇히게 된다. 그런 다음 지니는 자파의 램프를 사막으로 멀리 던져 자파와 이아고를 10,000년 동안 불가사의의 동굴로 추방한다.
아그라바가 정상으로 돌아오자 지니는 알라딘에게 왕실 타이틀을 되찾고 합법적으로 자스민과 결혼하기 위한 세 번째 소원을 사용하도록 권장한다. 대신 알라딘은 약속을 지키기로 결정하고 지니를 풀어준다. 알라딘의 귀족임을 깨달은 술탄은 자스민이 원하는 사람과 결혼할 수 있도록 법을 변경한다. 지니는 그룹에게 좋은 작별을 고하고 세계를 탐험하기 위해 떠나고 알라딘과 자스민은 함께 새로운 삶을 시작한다.

## 등장 캐릭터
- 알라딘 (알리 아바브와 왕자)

성우:강수진
부모를 잃고 도둑질을 하며 살아가는 청년. 그러나 다른 사람을 도울 줄 알며, 지혜로워 그야말로 '진흙 속의 보석'같은 자이다.
- 자스민 공주

성우:홍영란
술탄의 딸이자 나라의 공주다. 궁전 생활이 지겨워 몰래 궁을 빠져나와 알라딘을 만난다.
- 지니

성우:김명곤
코믹스럽고 유쾌한 램프의 요정. 알라딘을 많이 도와준다.
- 자파

성우:김현직 故
술법을 사용하는 사악한 마법사로 술탄에게 최면을 걸어 나라의 왕이 되려는 야심가이다.
- 이아고: 앵무새

성우:조동희
자파의 조수 하지만 생각보다 멍청하고, 무식하다. 후에 알라딘과 아군이 된다.
- 아부: 원숭이

성우:프랭크 웰커
알라딘의 친구 원숭이 날렵하고 잔꾀가 많다. 도둑질을 알라딘보다 더 잘한다.
- 마법의 양탄자

알라딘이 램프를 찾으려고 들어간 동굴 속에 있던 양탄자 의외로 소심하고 잘 삐치는 감정이 있다.
- 술탄

성우:장승길
왕국의 왕이고 자스민공주의 아버지다.
- 라줄

성우:이봉준
근위대장
- 라자: 호랑이

자스민 공주가 기르는 호랑이다.
- 보부상

성우:이윤선

## 음악
유명한 곡으로는 다음과 같은 곡이 있다:
- Arabian Nights (애시맨)
- One Jump Ahead (라이스)
- Friend Like Me (애시맨)
- Prince Ali (애시맨)
- A Whole New World (라이스)
- Prince Ali (재현부)

디즈니 영화의 노래를 모은 음반인 Classic Disney: 60 Years of Musical Magic에서, A Whole New World는 레드 디스크 와 One Jump Ahead은 블루 디스크. 비슷한 종류의 앨범인 Disney's Greatest Hits에는 A Whole New World를 블루 디스크.

## 같이 보기
- 알라딘과 마법의 램프
- 알라딘 (2019년 영화)

## 참조
1. 1 2  “Aladdin box office info”. 박스 오피스 모조. 2009년 2월 15일에 원본 문서에서 보존된 문서. 2009년 3월 17일에 확인함.
2. ↑  Foster on Film - Fantasy: The Thief of Bagdad
3. ↑  Dr. Ali Behdad. Aladdin: Platinum Edition (Disc 2) [DVD]. Walt Disney Home Video.